# Ouratea inundata
Ouratea inundata är en tvåhjärtbladig växtart som beskrevs av Richard Spruce och Adolf Engler. Ouratea inundata ingår i släktet Ouratea och familjen Ochnaceae. Inga underarter finns listade i Catalogue of Life.